# Duma
Članek govori o literaturi. Za ruski parlament glej članek Duma (parlament).
Duma je eden od osrednjih pesniških žanrov ukrajinskega ljudskega slovstva, ki govori o življenju kozakov. Dume so nastajale od 16. do 18. stoletja in so večinoma lirsko-epske pesmi, ki so jih izvajali ljudski pevci ob spremljavi tradicionalnih inštrumentov (kobza, bandura, lira). Prenašale so se ustno, prvič so bile zapisane šele v 19. stoletju. V začetni fazi njihovega nastajanja je najpogostejša tematika zgodovinska, dume govorijo o vojaškem življenju kozakov, o junakih in njihovih podvigih, kasneje zajemajo snov tudi iz vsakdanjega življenja in različnih družinskih odnosov. Dume so imele velik vpliv na boj ukrajinskega naroda za njihovo socialno in nacionalno osamosvojitev. Prav tako so bile velikega pomena za razvoj ukrajinske kulture, tako ustnega slovstva kot tudi literature in glasbe. Vpliv ukrajinskega narodnega pesništva je viden v vseh slovanskih literaturah, tudi v slovenski najdemo veliko avtorjev, ki so uporabljali žanre ali snov iz njihove folklore.

## Izvor
Obstaja več teorij o tem, kdaj in v kakšnih okoliščinah se je v ukrajinski literaturi izoblikovala duma. Nekateri jo povezujejo s pesemskimi oblikami, ki jih poznamo iz obdobja Kijevske Rusije, npr. vojaška pesnitev Pesem o Igorjevem pohodu (Слово о полку Игореве). Ta staroruski tekst ima podobno temo (boj proti Tatarom) in postopke, kot jih srečamo pri dumi. V nekaterih izdajah ukrajinskih narodnih pesmi je »Pesem o Igorjevem pohodu« poimenovana celo »Duma 12. stoletja«; vendar pa je le-ta domnevno avtorsko in knjižno delo, medtem ko so se dume skozi stoletja prenašale ustno in je avtor le redko znan.
 
Podobno tematiko kot v dumah, srečamo tudi v ruskih bilinah – ljudske epske pesmi o viteških podvigih. Vsaka bilina v glavnem govori o določeni epizodi iz ruske zgodovine ali o junaških dejanjih kijevskih vitezov. Nastajale so do 14. stoletja, predvideva se, da izvirajo iz območja Južne Rusije (Kijevska kneževina) in da se je na Ruski Sever (severni del evropskega dela Rusije) žanr prenesel postopoma, zaradi velikih preseljevanj v 12. stoletju. Sčasoma je na jugu utonila v pozabo zavest o kijevskih vitezih in posledično so bile tudi biline kmalu pozabljene. To se je zgodilo predvsem zaradi spremenjenih zgodovinskih okoliščin (leta 1386 si je Kijevsko kneževino podredila fevdalna Poljska), ki so povzročile nastanek kozaške dume.
 
Duma naj bi se izoblikovala tudi pod vplivom južnoslovanskega pesništva (npr. srbske pesmi o bitki na Kosovskem polju), česar prav tako ni bilo mogoče dokazati.

Predvsem zaradi njene glasbene oblike se dumo pogosto povezuje tudi s cerkvenim bogoslužjem, še posebej s pogrebnimi žalostinkami – objokovanji, iz katerih so dume prevzele lirski način upovedovanja in melodično recitiranje.

Duma je po svojem bistvu narodna pesem in je nastala s svojevrstno sintezo ljudskega slovstva in literarnih oblik, ki jih najdemo v pridigah, v himnah, panegirikih, starinskih (šolskih) dramah (школьная драма) ipd.

Knjižni element so v zgodovinsko pesem najbrž vnesli potujoči izobraženci v 17. stoletju, ki so v Ukrajini imeli vlogo posrednikov med literaturo in ljudsko folkloro. Udeleževali so se tudi kozaških bojev proti Turkom in Tatarom ter se v posebnih bolnicah – »špitalih«, srečevali z ranjenimi kozaki, ki so bili bogat vir podatkov o zgodovinskih dogodkih in o kozaški tradiciji. Tako se je izoblikoval polljudski, polknjižni krog inteligence in kozakov, iz katerega so izšli tvorci dum, ki so spremljali kozake na njihovih pohodih, nato pa so glas o njihovih junaštvih raznesli po vsej Ukrajini. Dume so opisovale pustošenja turških in tatarskih vpadov, ujetništvo prebivalcev in njihovo osvoboditev ter slikale podobe junaških borcev za svobodo domače zemlje in slavna dejanja kozakov. Poleg tega pa so imele dume tudi agitacijsko funkcijo: propagirale so ideje vojnega tovarištva in med ljudstvom utrjevale vodilno vlogo kozakov pri osvoboditvi iz fevdalnega jarma.

V 18. in 19. stoletju dume večinoma niso več nastajale, ampak so se ohranjale med profesionalnimi ljudskimi pevci, ki so jih peli ob spremljavi glasbenih inštrumentov: kobze, bandure in redkeje lire. (Kobza – tatarski inštrument s strunami, ki ima majhno telo in dolg vrat, bandura – podoben instrument s strunami in kratkim vratom.) Od tod izhaja tudi poimenovanje pevcev: kobzarji in banduristi.

## Tematska tipologija
Glede na tematiko se dume običajno delijo  v dve veliki skupini: starejše, z zgodovinsko in junaško tematiko, ki so običajno nastajale vzporedno z dogodki, ki jih opisujejo, oz. takoj po njih, ter mlajše s socialno in tematiko iz vsakdanjega življenja.

### Dume z zgodovinsko in junaško tematiko

#### Dume, ki opisujejo turške in tatarske vpade
Kozaki so v njih predstavljeni v obliki aktivnih borcev-junakov, zaščitnikov domače zemlje, ali pa v pasivni, v vlogi mučenikov v turškem ujetništvu. Dume s slednjim motivom so kobzarji imenovali tudi »ujetniške pesmi« (»невольницкие песни«). Zato v dumah »Ujetniki v kaznilnici (Jok ujetnikov)« (Невольники на каторге (Плач невольников)) in »Jok ujetnika v turškem suženjstvu« (Плач невольника в турецкой неволе) ni prikazan podroben potek zgodbe, ampak večji del pesmi tvorijo lirični monologi ujetnikov, ki tožijo nad svojo usodo in prosijo boga ali družino za pomoč. Lirski monologi imajo obliko pogrebne žalostinke – objokovanja. Dume »Marusa Bogoslavka« (Маруся Богуславка), »Samojlo Koška« (Самойло Кошка) in »Pobeg treh bratov iz mesta Azov, iz turškega ujetništva« (Побег трех братьев из города Азова, из турецкой неволи) govorijo o osvoboditvi ali pobegu iz ujetništva. 
Dume, ki govorijo o zaščitnikih domače zemlje, so junaške: »Kozak Golota« (Казак Голота) ter »Ataman Matjaš stari« (Атаман Матяш старый) in »Ivas, vdovin sin, Konovčenko« (Ивась, вдовий сын, Коновченко), ki sta veliki izjemi med ukrajinskimi narodnimi dumami. Za dumo je namreč značilno, da pri opisovanju kozakov v boju ne uporablja hiperbolizacije, ki je značilna predvsem za pripovedke, legende, kolednice in zgodovinske pesmi, ki so mlajšega izvora. Dume pa so bolj realistične in se strožje držijo zgodovinskih dejstev. 

#### Dume o narodnoosvobodilni vojni ukrajinskega naroda s Poljsko v letih 1648 – 1654
»Hmelnitski in Barabaš« (Хмельницкий и Барабаш), »Ukrajino zatira poljska šlahta in vstaja zoper njo« (Угнетение Украины польской шляхтой и восстание против нее), »Zmaga pri vasi Korsun« (Корсунская победа), »Bogdan Hmelnitski in Vasilij Moldavski (Pohod v Moldavijo)« (Богдан Хмельницкий и Василий Молдавский (Поход в Молдавию)), »Belocerkovski mir in ponovna vstaja zoper poljske pane« (Белоцерковскый мир и новое восстание против польских панов), »Ivan Bogun« (Иван Богун).

Za ta cikel dum je značilna zgodovinska točnost dogodkov in oseb ter patriotski patos, posvečen narodnoosvobodilni vojni. Lik Bogdana Hmelnitskega se nahaja v središču pripovedovanja večine dum (»Hmelnitski in Barabaš«). Narodnega heroja opisujejo z veliko ljubeznijo in simpatijo. V dumah so opisani okrutno ekonomsko izkoriščanje in nacionalno zatiranje Ukrajincev v prvi polovici 17. stoletja, ki je privedlo do ljudske vstaje leta 1648 (»Ukrajino zatira poljska šlahta in vstaja zoper njo«) in najpomembnejši dogodki, ki so zaznamovali narodnoosvobodilno vojno (»Zmaga pri vasi Korsun«, »Bogdan Hmelnitski in Vasilij Moldavski (Pohod v Moldavijo)«, »Belocerkovski mir in ponovna vstaja zoper poljske pane«, »Ivan Bogun«).

Pomembna značilnost dum z zgodovinsko-junaško tematiko je ta, da junaki ne delujejo sami. Nastopajo skupaj z ljudstvom, ki se prav tako aktivno bori za skupne interese. Junak je s krvjo povezan z domačo zemljo in narodom. Kljub temu, da več desetletij preživi v turško-tatarskem ujetništvu, ne pozabi na svoj jezik niti ne opusti misli na vrnitev domov. Z okupatorjem se bojuje ne zaradi slave ali dobička, ampak v imenu svobode in neodvisnosti domače zemlje.

### Dume s socialno in tematiko iz vsakdanjega življenja
Že v 16. stoletju se v dumah pojavijo motivi socialne neenakosti, boja med revnimi kozaki in kmeti ter bogatimi fevdalci, kršenja moralnih družbenih in družinskih norm. Še bolj izrazito pa se dume s socialno tematiko uveljavijo konec 17. stoletja, ko začne razpadati enotnost kozakov in hkrati njihova avtoritativna podoba, ki si jo je ustvarilo ljudstvo.
Namesto junaških likov prikazujejo dume o kozaškem življenju npr. podobo kozaka-nesrečnika (казак-нетяга), ki preživlja čas v krčmi, npr. »Ganža Andiber« (Ганжа Андыбер) in »Kozaško življenje« (Казацкая жизнь). Družinska tematika prevladuje v dumah »Uboga vdova in trije sinovi« (Бедная вдова и три сына), »Prevaraj kozaka« (Проводы казака), »Sinova vrnitev« (Возвращение сына), »Sestra in brat« (Сестра и брат), »Materin nasvet sinu za ženitev« (Совет матери сыну о женитьбе), njihova osnovna ideja je dvigovanje družbene in družinske morale, prav tako pa v njih zasledimo teme socialne neenakosti.

## Značilnosti
Po obsegu so dume daljše od drugih ukrajinskih folklornih žanrov (zgodovinske, bivanjske in lirske pesmi, legende in izročila, pregovori in reki). Za njih je značilno melodično recitiranje, ki je sredstvo za čustveno poudarjanje smiselnih delov teksta, ki ima govorno-patetičen značaj. Melodična recitacija se podreja besedilu: z melodično intonacijo se poudarjajo smiselni besedni naglasi, melodične linije se členijo glede na skladenjsko sestavo verza. Za razliko od kitičnih pesmi, kjer melodija ni odvisna od števila zlogov v posameznem verzu in melodični poudarki ne ustrezajo besednim oz. si jih celo podrejajo, pa je za dumo značilno součinkovanje besede in glasbe, skladnost besednega naglaševanja in ritmične zgradbe – pri melodičnem recitiranju ena tonska dolžina ustreza enemu zlogu v besedilu. Ravno zaradi posebne oblike melodičnega recitiranja, ki se ne podreja principu ponavljanja in se ne deli na takte ter periodične kitice, je za dumo značilno, da je zgradba verza zlogovno neenakomerna in da se ne členi na kitice, ampak je po navadi vsebinsko razdeljena na več delov.
Tudi pripovedni način je v skladu z vsebino dum: v »ujetniških« dumah prevladujejo lirski monologi, ki jih zasledimo tudi v nekaterih dumah s socialno tematiko, osnovo ostalih dum pa predstavlja epsko pripovedovanje. Le-to je laho kratko, podaja dinamičen in hiter razvoj dogodkov, včasih pa je pripovedovanje počasno in epsko obširno npr. v dumi »Kozak Golota«:
»При таких словах –

Дорогое платье надевает,

Сапоги обувает,

Бархатный колпак на голову надевает,

Коня седлает,

Казака Голоту дерзко нагоняет.«
(Dobesedni prevod: »Ob teh besedah – / drago obleko si nadene, / škornje obuje, / žametno čepico si na glavo povezne, / konja osedla, / kozaka Goloto drzno začne preganjati.«)

in v dumi »Hmelnitski in Barabaš«:
»Тут слуга доверенный Хмельницкого время даром не терял,

Доброго коня седлал,

В город Черкасы скорым часом, точным сроком прибывал,

К пани Барабашовой на подворье въезжал,

В сени входил, шлычок с себя снимал,

В светлицу входил, - низкий поклон отдавал,

На значки привезенные показал

И так ей тихим голосом сказал ...«
(Dobesedni prevod: »Tu zvesti sluga Hmelnitskega ni po nepotrebnem izgubljal časa, / osedlal je dobrega konja, / v mesto Čerkasi je hitro in točno prispel, / k panici Barabaš je na dvorišče prijahal, / vstopil je v preddverje, si snel čepico, / vstopil je v svetlo sobico, - se nizko priklonil, / pokazal je na odlikovanja, ki jih je prinesel / in tako ji je rekel s tihim glasom ...«)
Za oblikovanje podobe junakov se v dumah pogosto uporablja postopek kontrastnega upodabljanja: na zunaj brezskrben kozak Golota in samozavestno domišljav tatar (»Kozak Golota«), zaščitnik ljudstva Hmelnitski in varovanec poljske šlahte Barabaš (»Hmelnitski in Barabaš«). 
V dumah srečamo zelo veliko število raznovrstnih ukrasnih pridevkov (земля христианская, тихие воды, ясные звезды, мир крещеный, каторга басурманская, тяжкая неволя) pogoste so primerjave (»Полетел перед казаками, словно птица!«, »Старого казака повстречает - Как родного отца привечает ...«), s katerimi so ljudski pevci dosegli večjo izraznost. Med figurami se v dumah najpogosteje pojavi metafora, alegorija, govorniško vprašanje in odgovor, velikokrat zasledimo tudi ponavljanje.
Rima v dumah ni obvezna, v kolikor se pojavi je po navadi ženska, predvsem glagolska (»Коли даст мне господь удачно поход совершить, / Не придется моей матери в наймах служить, / По чужим дворам бродить, / Хлеба-соли занимать, - / Буду ее при себе до самой смерти содержать!" / Тут Ивась Коновченко на доброго коня садится, / Под ним конь бодрится ...« v dumi »Ivas, vdovin sin, Konovčenko«, vendar ne vedno »Второй - Марко Рудой, / Судья войсковой: / Третий - Мосей Грач, / Войсковой трубач ...« v dumi »Samojlo Koška«).
Jezik dum je jezik ukrajinske narodne poezije, vendar pa ima svoje posebnosti. Pogosteje kot v drugih žanrih se v dumah pojavljajo staroslovanizmi, polonizmi in rusizmi (златоглавом, глас, аще, рече, ноге, руке, Отче, барзо, плюндровати, сличный, когда, да).
Za dume je značilno tudi to, da obstaja veliko različic in redakcij ene in iste pesmi. Veliko število različnih variant se je pojavilo predvsem zaradi želje narodnih pevcev, da bi zadovoljili okuse novih poslušalcev. Zato so namenoma variirali dume, vpeljevali nove motive in dodajali podrobnosti, spreminjali so značilnosti junakov ipd. Velik pomen je pri tem imel tudi svetovni nazor izvajalcev dum – kobzarjev, ki je vplival na to, da je v procesu ustnega prenašanja njihovo preoblikovanje potekalo v dveh smereh:
1. naraščala je njihova socialna tendenčnost in
2. nekatere dume so postale moralistično usmerjene.

Bolj izrazita socialna usmerjenost je značilna za vse vrste dum (npr. v novi varianti dume »Pobeg treh bratov iz mesta Azov, iz turškega ujetništva« so starejši bratje kaznovani za to, ker so med pobegom zapustili svojega najmlajšega brata), medtem ko se nova moralistična ideja pojavlja predvsem v dumah z zgodovinsko in junaško tematiko. Ne glede na njihovo moralistično, včasih tudi religiozno usmerjenost, pa junaki svoja dejanja in podvige še vedno opravljajo brez  nadzemeljske pomoči, rezultat boja je odvisen od njihove moči, vojaških izkušenj in medsebojne pomoči kozakov.
Predvsem v zaključnih formulah se v obliki obrazca pogosto pojavi priprošnja bogu za pomoč: »Визволь нас, господи, iз тяжкоï неволi...« in »Всем слушающим, / Всем православным христианам / Пошли, боже, многие лета!«.
V podobni funkciji se včasih pojavi tudi motiv božje kazni, kar je pogojeno s prepričanji takratnega ljudstva, da bo bog kaznoval tiste, ki ne spoštujejo staršev in starejših, ki kršijo ustaljene običaje: »Дай, боже, милосердный, чтоб моего сына / Первая пуля насмерть поразила!« in »Дай, боже, милосердный, за такие слова, / Чтобы меня, старую, на постели смерть нашла, - / Ведь я сына своего, Ивася, прокляла!« v dumi »Ivas, vdovin sin, Konovčenko«.
Na tak način so se kobzarji borili za spoštovanje in upoštevanje moralnih družbenih norm.

## Zaton tradicionalne dume in njen vpliv na ukrajinsko in druge slovanske književnosti
Da bi končal vojno s poljsko šlahto, je Bogdan Hmelnitski sklenil zavezništvo z Moskvo. Ukrajina je izgubila svojo avtonomnost in postala del Rusije, ki je kasneje ukrajinsko ozemlje desno od reke Dneper prepustila Poljakom, levi breg pa si je popolnoma podredila Moskva. S tem je Ukrajina izgubila večino narodnostnih pravic, kozaštvo, ki se je ohranilo samo na levem, moskovskem delu, pa se ni več zavzemalo za ukrajinsko idejo, ampak je začelo odirati ljudstvo in si prisvajati vedno nova ozemlja. Posledično je začelo zamirati tudi ukrajinsko kulturno življenje v stari obliki. Konec 18. stoletja je carica Katarina Velika v šole in urade uvedla ruski jezik ter prepovedala skoraj vse stare zavode, šole, akademije in ustanove.
V tem obdobju se je začelo ukrajinsko narodno prebujenje, zbudil se je interes za lastno preteklost in pod vplivom idej romantizma v ta čas segajo začetki znanstvenega preučevanja ukrajinske zgodovine, etnografije, jezika in pismenstva. Izdanih je bilo več zbornikov ukrajinskih narodnih dum, ki so imele velik vpliv na razvoj vseh ukrajinskih umetnosti – od slikarstva, glasbe in baleta, do literature.
Za enega največjih ukrajinskih pesnikov velja Taras Ševčenko. Rodil se je v Kijevski guberniji leta 1814, umrl pa je leta 1861 v Peterburgu. Bil je izrazit romantik in je zelo cenil ljudsko pesništvo, še posebej dume, iz katerih je črpal motive, ukrasne pridevke, metafore in spevnost za svojo liriko, zgodovinske drame in slikarstvo. V duhu romantične tradicije je njegova prva pesniška zbirka naslovljena Kobzar. Tudi na ustvarjanje Gogolja, ki je bil njegov sodobnik, je imela duma velik vpliv. Ideje in oblike, umetniška upodobitvena sredstva ter postopke značilne za ukrajinsko narodno dumo so v svojem ustvarjanju uporabljali številni slovanski narodi. Velik vpliv so imele na poljsko in češko romantiko. V ruski literaturi so se zaradi njihove tematike nad dumami navduševali ruski dekabristi (K. Rilejev zb. Думы, 1821 – 1823.), v obdobju romantike Lermontov (Дума, 1838.) in kasneje še A. Fet  (poglavje iz zb. Вечерние огни (1883), »Элегии и думы«).

## Vpliv na slovensko književnost
Ob koncu 19. stoletja so se slovenski avtorji prvič začeli zanimati za ukrajinsko književnost. Med prvimi prevajalci ukrajinske poezije je bil Jože Abram. Bil je duhovnik, pisatelj in dramatik, v slovenščino je prevajal dela Tarasa Ševčenka (Kobzar, Hajdamaki). Poleg njega sta se med drugimi s prevajanjem ukrajinske književnosti pri nas ukvarjala še France Bezlaj in Severin Šali, France Vurnik, Franc Jakopin in Janez Zor pa so pisali tudi znanstvene študije o ukrajinski književnosti.
V slovenski literaturi se pojavlja precej motivov iz ukrajinske folklore npr. Golarjeva Kozaška romanca,  Kozak in vran V. Levstika idr. Prav tako se je kar nekaj slovenskih avtorjev ukvarjalo z žanrom ukrajinske dume: leta 1889 je Anton Aškerc napisal pesem Ukrajinska duma, leta 1910 je Leopold Lenard v reviji Dom in svet objavil pesem z naslovom Duma. Najbolj znana pa je Župančičeva Duma, ki je bila objavljena leta 1908 v zbirki Samogovori. Pesem se zgleduje po ukrajinskih narodnih dumah, ki jih je Župančič bral v devetdesetih letih. Razdeljena je na dve glavni kompozicijski enoti. Prvi del je himničen in je sestavljen iz dveh zanosnih spevov: ženskega, ki opeva idiličnost slovenske vasi in moškega, ki hvali sodobno civilizacijo velikih mest, človeški napredek in svobodo. V drugem delu pesnik preverja himnični uvod s svojimi lastnimi doživetji. Začne s pastoralom, ki podpre žensko pesem, nato pa z elegičnim motivom izseljenstva negira namišljeno idilo iz preteklosti, ki jo je izrinila sedanjost s kruto socialno stisko. Konec pesmi predstavlja pesnikov monolog z retoričnimi vprašanji o usodi naroda. Pesem je domovinska in socialna lirična poema in jo lahko primerjamo s tradicionalnim žanrom ukrajinske narodne dume, še posebej z dumami s socialno tematiko. Poleg tega pa v njej lahko začutimo motiv narodnoosvobodilnega boja, ki je ena izmed glavnih tem tradicionalne ukrajinske dume.
Tomaž Šalamun je napisal družbeno kritično pesem Duma 1964, ki je bila prvič objavljena 9. maja 1964 v Perspektivah. Naslov sicer napoveduje parodijo na Župančičevo Dumo, vendar se parodija v njej pojavi le enkrat, v obliki citata »Hodil po zemlji sem naši«. Drugi del Župančičevega verza »Hodil po zemlji sem naši in pil nje bolesti!« Šalamun v svoji pesmi kontrastno parafrazira »in dobil čir na želodcu«. Parodične prvine so popolnoma podrejene družbenopolitični satiri. Duma 1964 upodablja aktualne družbene razmere in zaradi njenih očitnih antisocialističnih tendenc ja bil avtor celo aretiran, zaradi objavljanja spornih vsebin pa so bile ukinjene Perspektive. Tudi Šalamunovo dumo bi glede na snov lahko primerjali s tradicionalnimi dumami s socialno tematiko, vendar pa je njegova Duma 1964 parodija in satira tradicionalne ukrajinske in še posebej Župančičeve dume.
Ervin Fritz je pesem Duma á la carte izdal kot zadnjo v zbirki Dejansko stanje iz leta 1985 in je izpoved pesnikovega družbenega nazora. Je torej družbenokritična, vendar ni satira, ampak podaja ironičen opis dejanskega stanja – opis »oblasti, ki se je odtujila dejanskim interesom človeka, in svojo praktično dejavnost usmerja tako, da zaščiti svoj položaj in privilegije.«¹ Tudi Duma á la carte ima socialno tematiko in jo s tega vidika lahko primerjamo s tradicionalnimi dumami.